# Dyckia dissitiflora
Dyckia dissitiflora là một loài thực vật có hoa trong họ Bromeliaceae. Loài này được Schult. & Schult.f. mô tả khoa học đầu tiên năm 1830.